# Savalia
Savalia  este un oraș în Grecia în [[prefectura Elida.